# Confucianisme
Ne doit pas être confondu avec Confusionnisme.

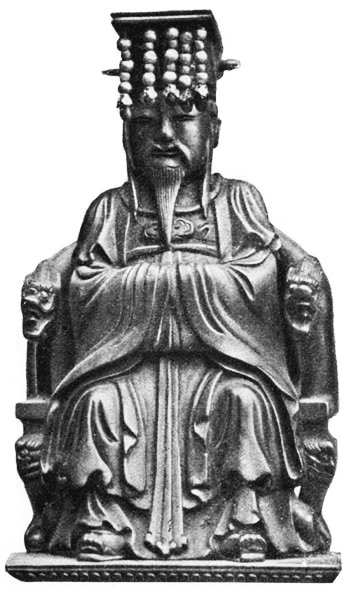
Confucius, d’après un bonze chinois.

Le confucianisme, Rújiā (儒家) « école des lettrés » puis Rúxué (儒学) « enseignement des lettrés » , est l'une des plus grandes écoles philosophiques, morales, politiques et dans une moindre mesure religieuse de Chine. Elle s'est développée pendant plus de deux millénaires à partir de l'œuvre attribuée au philosophe Kongfuzi, « Maître Kong » 孔夫子 (551-479 av. J.-C.), connu en Occident sous le nom latinisé de Confucius. Après avoir été confrontée aux écoles de pensée concurrentes pendant la période des Royaumes combattants puis violemment combattue sous le règne de Qin Shi Huang, fondateur du premier empire, elle a été imposée par l'empereur Han Wudi (-156 ~ -87) en tant que doctrine d'État et l'est restée jusqu'à la fondation de la république de Chine (1911). Elle a aussi pénétré au Viêt Nam, en Corée et au Japon où elle a été adaptée aux circonstances locales.
À partir du milieu du IXe siècle se sont dégagés divers courants constituant le néoconfucianisme (Lǐxué 理学, Dàoxué 道学, Xīnxué 心学, etc.), qui en est devenu la version officielle au XIIIe siècle. Sous la dynastie Qing est apparu le Hànxué (漢学), critique du néo-confucianisme, puis au XXe siècle, le nouveau confucianisme.
La Chine est depuis deux millénaires régie par un système de pensée complet formé du confucianisme, du taoïsme et du bouddhisme, le confucianisme exerçant la plus grande influence.
L'influence de Confucius en Asie de l'Est est telle qu'on peut la comparer à celles de Platon et Jésus en Occident. Il n'est pas le fondateur d'une religion, mais a créé avec ses disciples, sur la base de la pensée de son époque, un système rituel achevé et une doctrine à la fois morale et sociale, capable de remédier selon lui à la décadence spirituelle de la Chine de l'époque.
Pendant la révolution culturelle chinoise, une propagande politique initiée par Mao Zedong en 1973 faisait la critique de Confucius, associée systématiquement à celle de Lin Piao, sous le nom de Pi Lin, Pi Kong.

## Historique
Les principaux disciples du maître sont nommés les Douze Philosophes et révérés dans les temples confucéens. Quand le confucianisme devient doctrine officielle pour le recrutement des fonctionnaires sous les Han antérieurs, on peut déjà y distinguer différents courants. Par la suite, deux mille ans d'interprétations, d’influences extérieures et de retours aux sources successifs ont continué à compliquer le tableau. Néanmoins, selon les philosophes du XXe siècle Xu Fuguan (徐復觀) et Mou Zongsan (en) (牟宗三), les différents courants ont toujours gardé comme constante l’importance de la dimension sociale et éthique de leur pensée. Ces deux spécialistes estiment qu’un confucianiste n’examine pas les choses avec une attitude détachée, mais toujours concernée.
On peut proposer de distinguer six périodes dans l’histoire du confucianisme :
- période classique de formation jusqu’à la dynastie Qin (-221) ;
- dynastie Han (-206 — 220) : reconstitution des textes perdus et rédaction de commentaires qui deviendront eux-mêmes l’objet d’études philosophiques ; apparition d'un confucianisme d'État ;
- du IIe au VIIIe siècle : apparition du xuanxue généralement rattaché au taoïsme, mais dont certains auteurs se considèrent comme des confucéens ; développement d’une philosophie bouddhiste chinoise qui influencera le confucianisme ;
- à partir du IXe siècle et jusqu’à la fin de la dynastie Ming (milieu du XVIIe siècle) : apparition de penseurs et de courants influencés par le taoïsme et le bouddhisme, tout en cherchant à s’en démarquer, qui constituent le néoconfucianisme ; ce courant devient la version officielle du confucianisme sous les Yuan lorsque ses quatre livres principaux deviennent le programme de référence des examens impériaux. Le néo-confucianisme se diffuse en Corée, au Japon et au Viêt Nam où il acquiert une grande importance avec notamment ses temples de la Littérature ;
- dynastie Qing, à partir de la fin du XVIIe siècle : développement du courant Hanxue（漢学）, « études Han », qui reproche aux philosophes des siècles précédents de s’être trop écartés du confucianisme originel et préconise le retour aux textes de l’époque Han ;
- à partir du début du XXe siècle : développement du nouveau confucianisme sous l’influence de la philosophie occidentale (trois générations importantes : 1921-1949, représentants sont Xiong Shili et Ma Yifu ; puis 1950-1979, Fang Dongmei et Tang Junyi ; enfin 1980-2013, Cheng Zhongying).

### les enseignements de Confucius au VIe siècle avant notre ère
La relation entre le confucianisme et Confucius lui-même est ténue. Le confucianisme a profondément influencé l'Asie orientale pendant vingt siècles, néanmoins, les idées de Confucius n'ont pas été acceptées durant sa vie et il a souvent déploré le fait qu'il ne trouvait aucun maître à servir. De même que pour de nombreuses autres figures historiques majeures (Bouddha, Socrate, Jésus, etc.), on ne dispose pas de traces directes de ses idées ; ne sont parvenues jusqu'à nous que des paroles et des pensées recueillies par ses disciples dans un unique ouvrage : Les Analectes ou Entretiens de Confucius. Le confucianisme s’est développé à partir de l’interprétation qu’ont faite ses successeurs des thèmes des Analectes, mais aussi d’autres textes, appelés Cinq classiques, dont la rédaction, la compilation ou le commentaire lui étaient attribués à tort : Shijing, Shujing, Yijing, Lijing, Chunqiu. Le problème est aggravé par la vague d'éradication des idées discordantes durant la dynastie Qin, plus de deux siècles après la mort de Confucius. Ce qui est parvenu de sa pensée jusqu'à nous est donc limité.
Cependant, il est possible d'esquisser les idées de Confucius à travers les fragments qui restent. Confucius était un homme de lettres, qui se préoccupait des temps troublés qu'il vivait et allait de place en place en essayant de répandre ses idées politiques et d'influencer les nombreux royaumes luttant pour la domination de la Chine. L'affaiblissement de la dynastie Zhou avait créé un vide, rempli par de petits États luttant pour le pouvoir. Intimement persuadé qu'il avait une mission, Confucius promouvait infatigablement les vertus des anciens rois et politiciens illustres, tels que le duc de Zhou （周公）, et s’est efforcé de jouer un rôle politique, acceptant même à l’occasion l'invitation de souverains à la réputation douteuse comme le duc Ling de Wei. Néanmoins, bien qu'il ait été qualifié de « roi sans couronne », il n'a jamais eu l'occasion d'appliquer ses idées, a été expulsé de nombreuses fois et est finalement retourné dans ses terres natales pour passer la dernière partie de sa vie à enseigner.
Les Entretiens de Confucius, l'œuvre la plus proche de la source de ses pensées, relatent des discussions avec ses disciples. Ce livre est une compilation de conversations, de questions et de réponses ou d’éléments biographiques, et non pas l’exposé d'un système de pensée cohérent. Une citation très célèbre de cette œuvre est « Si deux personnes marchent ensemble avec moi, il y en a au moins une qui peut me servir de maître. » N'utilisant pas le raisonnement déductif et la loi de non-contradiction à la différence de nombreux philosophes occidentaux, il recourt à des tautologies et des analogies pour expliquer ses idées. De ce fait, les lecteurs occidentaux pourraient penser que sa philosophie est confuse, ou que Confucius n'a pas d'objectif clair. Cependant, il a aussi dit « je cherche une unité infiltrant tout ». Tchouang Tseu, qui a écrit lui-même une grande partie des proverbes chinois connus en Occident, utilisera abondamment aussi les métaphores.

### Avant l'empire
Les premières ébauches d'un vrai système ont été réalisées par des disciples ou des disciples de disciples. Le premier d'entre eux est Zi Si（子思）, petit-fils de Confucius, à qui l’on attribue le Zhong Yong qui disserte sur la notion d’invariable milieu : pour une société et un État harmonieux, il faut que chacun soit fidèle à sa nature propre liée à la position sociale (zhicheng, 致誠, « être fidèle à sa nature »). Cette fidélité entraîne un état de sérénité, dont on ne doit s’écarter que par des sentiments conformes aux circonstances (zhonghe, 中和, « être en harmonie avec les circonstances »). Ce texte deviendra important surtout à partir du IXe siècle pour promouvoir le conformisme social et la modération.
Durant la période philosophiquement fertile des Cent Écoles de Pensée, les figures les plus importantes du confucianisme sont Mencius (孟子), peut-être disciple de Zi Si, et Xun Zi（荀子）(ne pas confondre avec Sun Zi 孫子), qui développèrent les aspects éthique et politique du confucianisme, luttant contre les idées concurrentes pour gagner la confiance des dirigeants à l'aide de l'argumentation et du raisonnement. Ils se penchèrent particulièrement sur le thème de la nature humaine (renxing 人性). Elle est un thème essentiel chez Mencius, qui la considère comme fondamentalement bonne. Il ne semble pas avoir obtenu un très grand succès dans l’immédiat, mais devint un millénaire plus tard l’auteur principal des néoconfucianistes, la théorie de la bonne nature humaine constituant un élément essentiel de leur système métaphysique. La vision qu’a Xun Zi de la nature humaine est opposée à celle de Mencius ; il la considère comme fondamentalement mauvaise, mais s’accorde avec lui sur le rôle capital de l’éducation et des rites, qui peuvent la corriger.
Certains de ses disciples, comme Han Fei Zi (韩非子), connurent un grand succès politique, mais sous la bannière légiste, s’étant ralliés à l’idée qu’un système pénal très sévère, et non l’enseignement moral préconisé par le confucianisme, faisait fonctionner la société. Ils aidèrent Qin Shi Huang à unifier la Chine sous un contrôle très strict des activités humaines. Ainsi, le rêve de Confucius d'une Chine unifiée et pacifiée fut-il réalisé sous une école de pensée diamétralement opposée à ses idées. Néanmoins, cette postérité légiste de Xun Zi peut aussi être vue comme une indication que l’opposition entre les différentes écoles de pensée n’est pas absolue.

### Reconnaissance officielle sous les Han
Le confucianisme survécut aux épreuves de la dynastie Qin - autodafé des textes non techniques et interdiction d’enseigner le Shijing et le Shujing - grâce à des lettrés ayant mémorisé les textes et à des redécouvertes, dont la plus notoire est celle du trésor de Classiques dissimulé dans les murs de la maison ancestrale de Confucius. Bien que les premiers empereurs de la Dynastie Han semblent plutôt avoir été partisans du huanglao（黄老）taoïsto-légiste, les lettrés confucianistes n'étaient pas mal en cour. Peut-être pour rompre avec la clique huanglao dominée par sa grand-mère l'impératrice douairière Dou, peut-être influencé par des lettrés tels que Dong Zhongshu（董仲舒）, Han Wudi（漢武帝）(-156 ~ -87) fit du confucianisme la philosophie d'État officielle en établissant en -136 des chaires impériales pour les « docteurs » des Cinq Classiques confucéens à l’exclusion de tout autre corpus. Une école fut créée en -124 à Chang'an pour la formation des talents recrutés pour le service de l’État. Ces mesures ne furent toutefois pas suffisantes pour certains lettrés qui, déçus, soutinrent l'usurpation de Wang Mang（王莽）(-45 ~ 23) qui promettait de revenir à l’âge d’or des premiers Zhou vanté par Confucius.
En tout état de cause, l'étude des Classiques confucéens devint la base d'examens de recrutement ou de certification des fonctionnaires, faisant du confucianisme le noyau du système d'éducation chinois - bien que le plein régime des concours mandarinaux ne débute qu'au VIIe siècle sous les Sui. Inculqué profondément dans le système de pensée des Chinois et de leurs politiciens, cette philosophie devint un courant politique important et l'idéologie sociale dominante, particulièrement à partir du IXe siècle, mais non sans s’être constamment enrichie des apports d’autres courants.
Car le confucianisme qui séduisit le pouvoir Han, dont les écrits de Dong Zhongshu donnent un exemple, intégrait des éléments issus d’autres écoles (yin-yang, qi, cinq éléments), et s’accommodait des structures légistes conservées par les empereurs,. Il ne se limitait pas aux propositions de perfection morale pour l’amélioration de la société, mais proposait une métaphysique dans laquelle le Ciel, la Terre et la société humaine étaient liés. Le Ciel, auquel un culte impérial était rendu, réagit positivement ou négativement aux actes de l’empereur et émet des signes lisibles par les sages. Confucius était dans ce système quasiment déifié comme le sage absolu qui avait su lire les signes et transmettre ce savoir dans les écrits qu’on lui attribuait, en particulier la version Gongyangzhuan du Chunqiu. Les Cinq classiques rédigés et commentés par lui contenaient des messages cachés et des présages qui devaient être retrouvés par les lettrés, qui les explicitaient dans des textes oraculaires appelés chenwei (讖緯). Wang Mang en fit grand usage pour justifier son usurpation. Ce confucianisme Han aux aspects ésotérico-magiques est appelé « École du nouveau texte » car, apparu au début de la dynastie, il se basait sur les textes récemment reconstitués.
Les opposants à cette vision surnaturelle se regroupèrent pour leur part autour de textes découverts dans la seconde moitié du IIe siècle av. J.-C. dans la maison ancestrale de Confucius, et constituent « l’École du texte ancien ». Ils voyaient Confucius seulement comme un homme modèle sans aspect surnaturel et préconisaient une exégèse plus rationnelle des classiques. Liu Xin et Yang Xiong en sont deux exemples représentatifs. Ils tentèrent d’imposer leur version, mais le Nouveau texte garda son ascendant sur les études confucéennes officielles. Les arguments des deux parties sont connus grâce au rapport du débat (58 ap. J.-C.) de la salle du Tigre blanc rédigé par Ban Gu. Vers la fin de la dynastie, Zheng Xuan (郑玄) tenta la synthèse des deux courants.

### Des Trois royaumes à la fin des Tang
École du Nouveau texte ou du Texte ancien, à la chute de la dynastie Han les deux partis sont également blâmés pour s’être perdus en débats scolastiques stériles et avoir laissé se corrompre le système confucéen de sélection des sages, favorisant le délitement de l’empire. Des lettrés comme Wang Bi, He Yan, Guo Xiang et Xiang Xiu s’appuient alors sur le Yijing et des textes taoïstes (Daodejing, Zhuangzi) pour proposer une nouvelle métaphysique sur laquelle baser la formation des gouvernants et l’harmonie de la société. Leur courant de pensée est nommé « École du mystère » ou « École de la profondeur » (xuanxue) d’après une phrase du Daodejing. Parfois surnommé en Occident « néo-taoïsme », il peut aussi être considéré comme un maillon du confucianisme,. En effet, Confucius reste le modèle parfait pour la plupart de ses penseurs. Ainsi, Wang Bi considère qu’il incarne mieux l’idéal taoïste du non-agir (wuwei) que Laozi (Lao Tseu) lui-même car, contrairement à ce dernier, il n’a rien écrit. Guo Xiang également place Confucius au-dessus de Laozi et Zhuangzi car ces derniers manquent d’après lui de l’expérience du monde.
Les classiques restent primordiaux pour la formation des fonctionnaires, mais le grand empire reconstitué en 265 par les Jin est repoussé au sud du Chang Jiang en 316 et disparaît définitivement en 420. De nombreux États, dont plusieurs sont fondés par des membres d’ethnies non Han, le remplacent. Le destin du confucianisme d’État suit ces changements, soutenu par certains comme Liang Wudi ou négligé par d’autres. Des textes se perdent au cours des guerres. Parallèlement, le bouddhisme gagne du terrain, des moines devenant conseillers des souverains « barbares », et certains groupes taoïstes (Nouveaux Maîtres célestes, Shangqing, etc.) se structurent et obtiennent de l’influence auprès du pouvoir. Le grand empire est reconstitué en 581 par les Sui, rapidement suivis des Tang qui restent au pouvoir jusqu'en 907. Le système des examens est réinstauré sous les Sui. Au début des Tang, de nouvelles écoles pour lettrés sont fondées, un corpus officiel des Classiques est reconstitué et les rites confucianistes sont réinstaurés. Néanmoins, le taoïsme et le bouddhisme ont aussi une grande influence en cour et au sein de l’aristocratie. La philosophie bouddhiste, en particulier, sous la forme de courants tels que Tiantai ou Huayan, séduit les élites.
Une réaction contre l’emprise du bouddhisme se dessine chez certains confucianistes, comme Han Yu et Li Ao. Ils préconisent de se concentrer sur les Classiques confucéens qui montrent parfaitement la Voie sans qu’il faille recourir à des philosophies étrangères, et de prendre les sages qui y sont cités comme modèles. Ils écartent néanmoins Xunzi et les confucéens Han et désignent Mencius, qui considère la nature humaine comme fondamentalement bonne, comme le dernier confucéen orthodoxe. Han Yu est franchement hostile au bouddhisme, qu’il accuse d’être antisocial à cause de l’importance donnée au monachisme ; il critique le culte des reliques comme superstitieux et rejette les notions qu’il considère étrangères à la pensée chinoise comme le karma. Li Ao, tout en critiquant l’oisiveté des moines, fréquente des bouddhistes et a des idées proches du taoïsme et du Chan. Leurs idées seront reprises par le courant néo-confucianiste.

### Des Song à la fin des Ming
Différentes Écoles se développent sous les Song autour de lettrés qui, à l’instar de Han Yu des Tang, rejettent les aspects du bouddhisme qu’ils considèrent antisociaux comme le célibat, et certaines notions comme l’absence de soi, tout en lui accordant parfois aussi des qualités. Ils souhaitent remettre l’homme au centre d’un cosmos que sa bonne conduite, basée sur les vertus confucéennes, contribue à maintenir en ordre. Les premiers néoconfucianistes établissent chacun leur système cosmologique et métaphysique qui doit en fait beaucoup au bouddhisme et au fond ancien taoïste et naturaliste (taiji, qi, yin-yang) ; ils préconisent un certain détachement et l’effacement des désirs, et emploient parfois la méditation. Zhu Xi réalise la synthèse de leurs pensées. Les Quatre livres (Analectes, Mencius, Zhong Yong, Da Xue), les plus importants textes du confucianisme selon le courant dont il se réclame, deviennent à partir du début du XIVe siècle le programme officiel des examens impériaux, et son interprétation du confucianisme, appelée « École du principe » (理学 lixue) s’impose seule jusqu’à la fin du XVe siècle, lorsque l'« École de l’esprit » (心学 xinxue) de Wang Yangming vient la concurrencer.
Chez Zhu Xi, le cosmos est représenté comme l’ensemble Ciel-Terre présent dans les anciens classiques, mais aussi comme le taiji, source de toute création, notion adoptée très tôt par le taoïsme. L’activité du taiji se déploie selon une forme fondamentalement correcte appelée [dao]li ([道]理) ou principe, notion inspirée du tianli (天理) des frères Cheng, qui peut être appréhendée à travers ses reflets partiels que sont les li individuels des objets, êtres et phénomènes. La compréhension du daoli requiert donc l’étude minutieuse des classiques et l’investigation attentive de tous les phénomènes. Cette étude, proposée aussi par Cheng Yi, se nomme qiongli (窮理) ou gewu (格物) et amena parfois Zhu Xi à entreprendre des observations quasi-scientifiques. Mais un courant de penseurs comprenant l’aîné des Cheng et Lu Jiuyuan pense que l’investigation est fastidieuse et inefficace et que, puisque la nature humaine reflète parfaitement le li suprême, le meilleur moyen d’y accéder est l’introspection de l’esprit débarrassé de l’égocentrisme et des désirs matériels. Les néo-confucianistes pensent en effet comme Mencius que la nature humaine est fondamentalement bonne, puisqu’elle est conforme au li ; suivant Zhu Xi, ils rejettent Xun Zi comme hérétique. Pour expliquer les imperfections observables en réalité, Zhu Xi fait appel à la déjà ancienne notion de qi, sorte de matière ou de force qui remplit l’univers, qui peut obscurcir le li.
Malgré le prestige de Zhu Xi, le courant d'introspection et de subjectivité radicale (École de l’esprit »ou 心学 xinxue) prit progressivement le dessus avec Wang Yangming. Il donna parfois des versions contestataires du confucianisme comme chez Li Zhi (1527-1602) et séduisit les Japonais et les Coréens.

### Début de la diffusion en Asie du premier millénaire auXVIesiècle

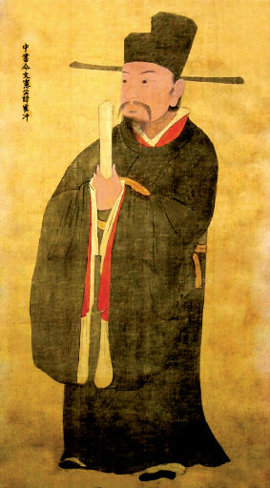
Ch'oe Ch'ung (984-1068), l'un des premiers grands confucianistes coréens.

La péninsule coréenne, du fait de sa proximité géographique, voit très tôt se développer le confucianisme sur son sol. Dès 372 l'État du Koguryŏ fonde la T'aehak (ko), académie confucianiste chargée de former les hauts fonctionnaires sur le modèle chinois. Ce système de pensée permet de diffuser dans la population l'idée de loyauté et d'obéissance envers les souverains, mais aussi parmi les lettrés des pratiques académiques comme la rédaction de recueils historiques. Son essor est favorisé par les différentes royaumes qui se succèdent dans la péninsule, et en 682 la royaume de Silla qui a alors largement unifié la Corée fonde son académie confucianiste, le Kukhak. Dès 788 un système de recrutement des fonctionnaires est institué, les classiques confucianistes constituent alors l'essentiel du corpus étudié. L'influence du confucianisme reste cependant limitée aux plus hautes sphères de la société, la population suivant alors largement les préceptes bouddhistes et animistes locaux. La pénétration du confucianisme progresse encore lors de l'la période du Koryŏ. Le nouvel État ouvre lui aussi son académie confucianiste en 982, la Kukchagam, et recrute les cadres de son admiration par un système de concours basés sur les écrits confucianistes. Pour la première fois en Corée, les hauts fonctionnaires recrutés par ce biais peuvent se hisser aux mêmes rangs que la haute aristocratie. Les lettrés confucianistes comme Ch'oe Ch'ung (984-1068) puis Kim Pusik (1075-1151) s'imposent comme personnages très influents au sein de l'État. Dès le XIIIe siècle des lettrés comme Ahn Hyang (1243–1306) et Baek Yi-jeong (ko) (1275–1325) commencent à diffuser en Corée le néoconfucianisme.
L'influence du confucianisme au Vietnam est diffuse au début du premier millénaire. Sa présence est essentiellement sensible sous forme de rituels familiaux suivis par les Chinois présents dans la région dans la première moitié du 1er millénaire, puis progressivement par des familles vietnamiennes. Lorsque la dynastie Tang domine le Vietnam à partir du VIIe siècle s'enclenche une phase de plus grande pénétration du confucianisme. Les rituels commencent à être suivis dans les sphères publiques, et la connaissance des textes confucianistes se diffuse. Au début de la dynastie Lý, le confucianisme continue d'influencer les hautes sphères du pouvoir, et le Temple de la Littérature est construit en 1070. Cependant à partir de 1096 la dynastie Lý bascule vers le bouddhisme comme doctrine principale. La dynastie Trần qui prend le pouvoir à partir de 1225 renoue avec certaines pratiques confucianistes comme l'entretien d'une académie confucianiste et le recrutement de hauts fonctionnaires à partir d'un concours portant sur les classiques confucianistes. Le lettré Chu Văn An (1292-1370) s'impose comme une des grandes figures confucianistes lors de cette période. L'éphémère dynastie Hồ qui dirige le pays de 1400 à 1407 favorise un confucianisme basé sur les écrits de Han Yu ; le retour du pouvoir chinois dans le nord du pays à partir de 1407 va mettre fin à cette influence au profit de celle basée sur les écrits de Zhu Xi, le néoconfucianisme.

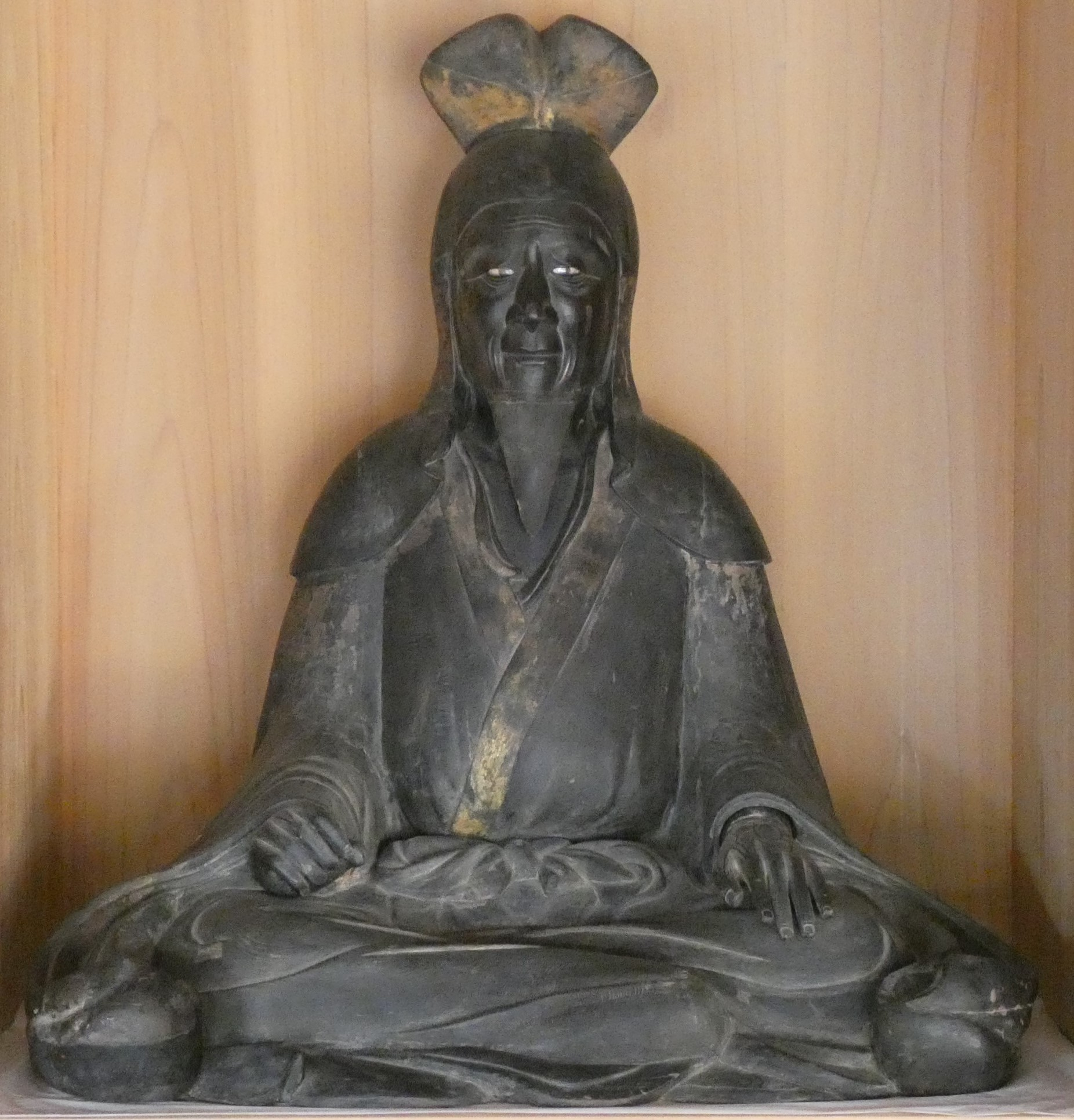
Statue de Confucius de 1535 de l'Ashikaga gakkō, la plus ancienne statue japonaise représentant Confucius.

Le confucianisme apparait dès 604 au Japon. Plusieurs des articles de la constitution adoptée cette année-là par le prince Shōtoku sont directement issus des classiques confucianistes. Il tend à ancrer la pratique politique du pays dans une pratique du consensus, en repoussant la médiation par la force et la violence. Son influence est cependant limitée à quelques hauts cadres administratifs aux pouvoirs limités, alors que l'essentiel du pouvoir est capté par quelques clans puissants qui exercent un pouvoir héréditaire. Ce n'est qu'à partir du XIIe siècle et jusqu'au XVIe siècle que le confucianisme connait une dynamique culturelle plus large. Il bénéficie alors assez largement de la diffusion du bouddhisme zen, les moines rapportant de Chine de nombreux écrits confucianistes. Alors que le confucianisme ne touche jusqu'à cette période que quelques administrateurs via l'enseignement de la morale et de l'éthique, sa diffusion prend une orientation plus culturelle, et touche par ce biais une population plus large. Il reste cependant sous la coupe des moines bouddhistes, et s'adapte à leurs messages comme à leurs intérêts.

### Révisionnismes puis chute d'influence lors de la dynastie Qing, du XVIIe au début du XXe
Le néoconfucianisme de la période précédente fait l'objet de nombreuses critiques lors de la dynastie Qing. Au sein de l'école des Preuves, des confucianistes comme Dai Zhen (1724-1777) s'opposent à la dimension trop métaphysique et éloigné des applications concrètes qui caractérise les néoconfucianistes Ming. L'approche spéculative les auraient éloigné du sens original des classiques. Dai Zhen signe ainsi le Mengzi ziyi shuzheng (zh) qui entend rectifier les analyses selon lui fautives du Mencius (en) héritées de l'époque précédente. Cette approche ne se limite pas aux classiques, et touche aussi d'autres domaines comme l'histoire avec Zhang Xuecheng(1738-1801). Une opposition entre tenants des études Song (zh) (et du néoconfucianisme) et tenants des études Han (zh) (prônant un retour aux textes d'origine, et proche de la pensée de Xun Zi) va marquer la période.

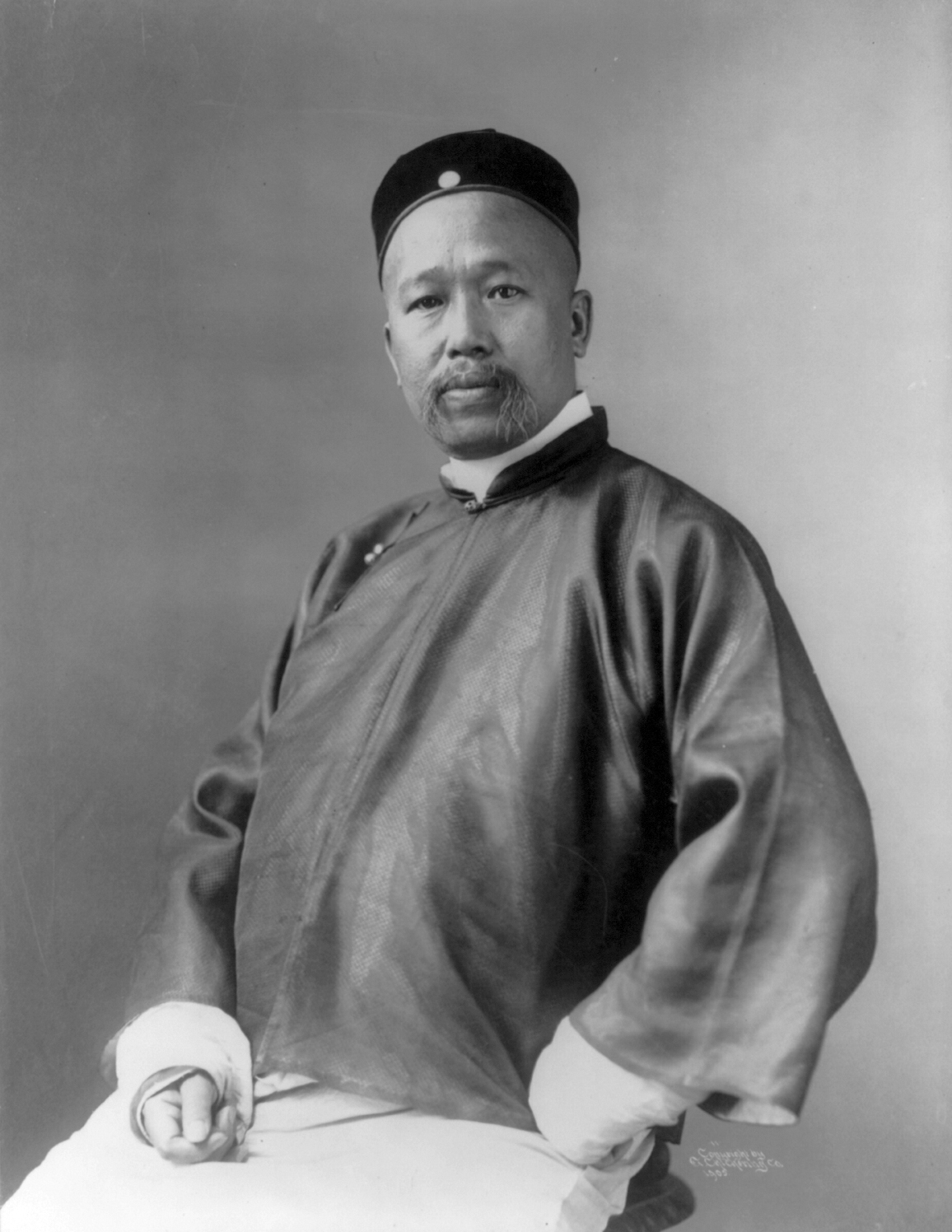
Kang Youwei joue un rôle important en positionnant le confucianisme au sein du courant réformiste en Chine.

Les confucianistes doivent faire face lors de cette période à une concurrence grandissante des missionnaires chrétiens. Ces derniers utilisent les avancées scientifiques occidentales pour gagner en influence en Chine, et la place des confucianistes comme autorité intellectuelle dans ce domaine s'effrite pendant la période. La défaite chinoise lors de la première guerre de l'opium en 1842 va remettre en cause l'ordre intellectuel et moral établi, et pousser les confucianistes chinois à se réformer. La question de la bonne gouvernance de l'état va occuper une partie des réformateurs comme Wei Yuan (1794–1857), Bao Shichen (en) (1775–1855), ou Gong Zizhen (1792–1841). Influencés par la lecture du Gongyang Zhuan (en) ceux-ci formulent des propositions de réformes s'articulant dans la tradition confucianiste. Les révolte des Taiping et l'influence grandissante des missionnaires va pousser à des réformes plus radicale, sortant des grilles de lecture confucianistes traditionnelles. Kang Youwei (1858-1927) publie en 1897 Étude critique de Confucius, réformateur des institutions (en) dans lequel l'auteur prône une réforme dynastique et vise l'instauration d'une monarchie constitutionnelle en Chine, marquant ainsi une rupture avec la logique impériale. En prenant appui sur le confucianisme, il présente cette solution comme l'aboutissement logique cette pensée. Cette solution « confucianiste » aux problèmes de la Chine doit cependant faire face à des révolutionnaires plus radicaux comme Sun Yat-sen ou Zhang Binglin qui entendent sortir de ces cadres.
Les confucianiste perdent à la fin de la période la plupart des institutions au travers desquelles ils exercent traditionnellement leurs influences. Les examens impériaux sont abolis en 1905, et en 1911 c'est le régime qui s'effondre, laissant place à une république. Dans la seconde moitié du XIXe siècle, ils ont aussi perdu au profit des missionnaires protestants une partie des vecteurs de diffusion culturel et scientifique (nombreuses création de journaux en langue chinoise par les missionnaires).

### Pic d'influence en Asie du XVIIe à la moitié du XIXe

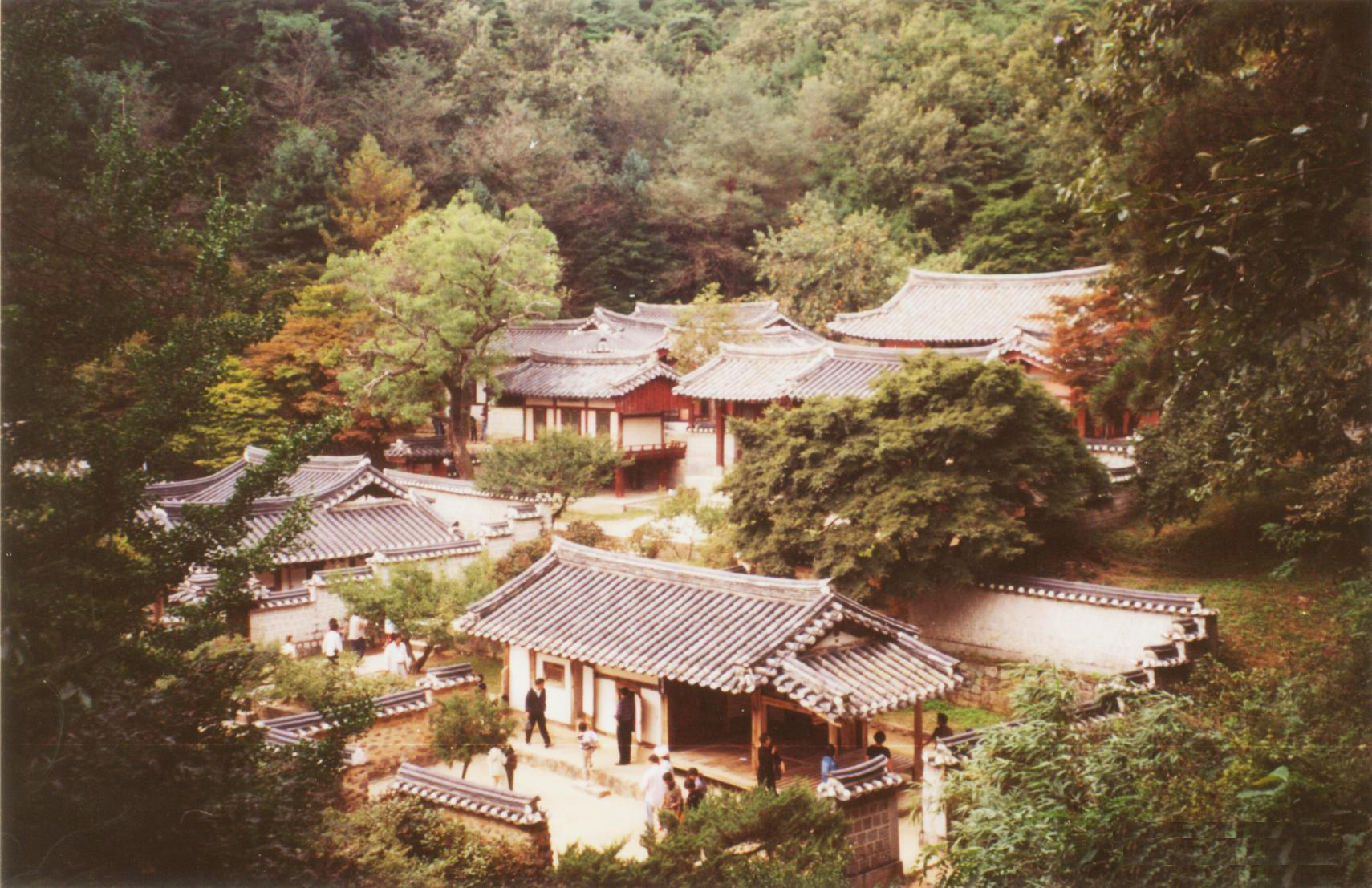
dans la Corée de Joseon, un réseau de Sŏwon, académies confucianistes privées, permet une pénétration importante du pays.

Avec le début de la Période Joseon en Corée à partir de 1392 s'instaure une période de grand dynamisme pour le confucianisme dans la péninsule. Si le néoconfucianisme de l'école Cheng-Zhu bénéficie d'une place privilégiée au sein des plus hautes sphères du pouvoir, d'autres courants comme ceux issus des écrits de Su Shi bénéficient aussi d'une certaine influence, sans pour autant réussir à totalement marginaliser le bouddhisme dans la population. Les deux premier siècles de la période voient la montée en puissance de factions de lettrés confucianistes antagonistes (les Hun'gu, puis les Sarim) qui mènent à une série de purges très violentes de 1498 à 1545. Des figures comme Yi Hwang (1501–1570) et Yi I (1536–1584) ont alors une grande influence, et un réseau de Sŏwon (académies néoconfucianistes privées), se développe dans les campagnes du pays à partir de 1545. Les crises qui agitent le pays à partir du XVe siècle fragilisent la position du néo-confucianisme, perçu comme laissant trop de place aux abstractions spéculatives. L'école des études pratiques, ou Silhak, émerge au XVIIIe siècle comme une école confucianiste concurrente importante, proposant une approche plus pragmatique aux problèmes les plus concrets de l'Etat. Des lettrés comme Yi Ik (1681-1763) et Dasan (1762-1836) émergent alors. Un classe de lettrés, les yangban, dominent alors le monde administratif et intellectuel coréen de cette époque et concourt à diffuser les idéaux confucianistes au reste de la population, notamment sur les questions d'éthique et de morale.
La Dynastie Lê qui règne sur le Vietnam à plusieurs reprises entre 1428 et 1788 utilise le confucianisme comme un des socles sur lequel appuyer son Etat, et plusieurs princes royaux sont éduqués selon ses principes. L'exécution de rituels confucianistes, la pratique de recrutement des hauts fonctionnaires par concours, et plus généralement l'organisation de l'administration est revue pour correspondre aux principes confucianistes au XVe siècle. Le penseur Nguyên Trai (1380-1442) joue un rôle important au début de la période. Le confucianisme connait cependant un reflux lors du XVIe siècle et pendant la première moitié du XVIIe siècle en raison des crises de régime qui voient plusieurs dynasties se succéder. Il est influant auprès des Trịnh qui dominent le nord du pays jusqu'en 1786, alors que les Nguyễn au sud lui préfèrent le bouddhisme. Le confucianisme vietnamien s'oriente au XVIIIe siècle vers une approche plus concrète, et participe à diffuser les progrès techniques venant de Chine ou d'Europe. Lê Quý Đôn (1726-1784) a une grande influence à cette période. La dynastie Nguyễn qui dirige le pays à partir de 1802 prend elle aussi appui sur le confucianisme pour administrer le pays jusqu'à l'arrivée des français au milieu du XIXe siècle.

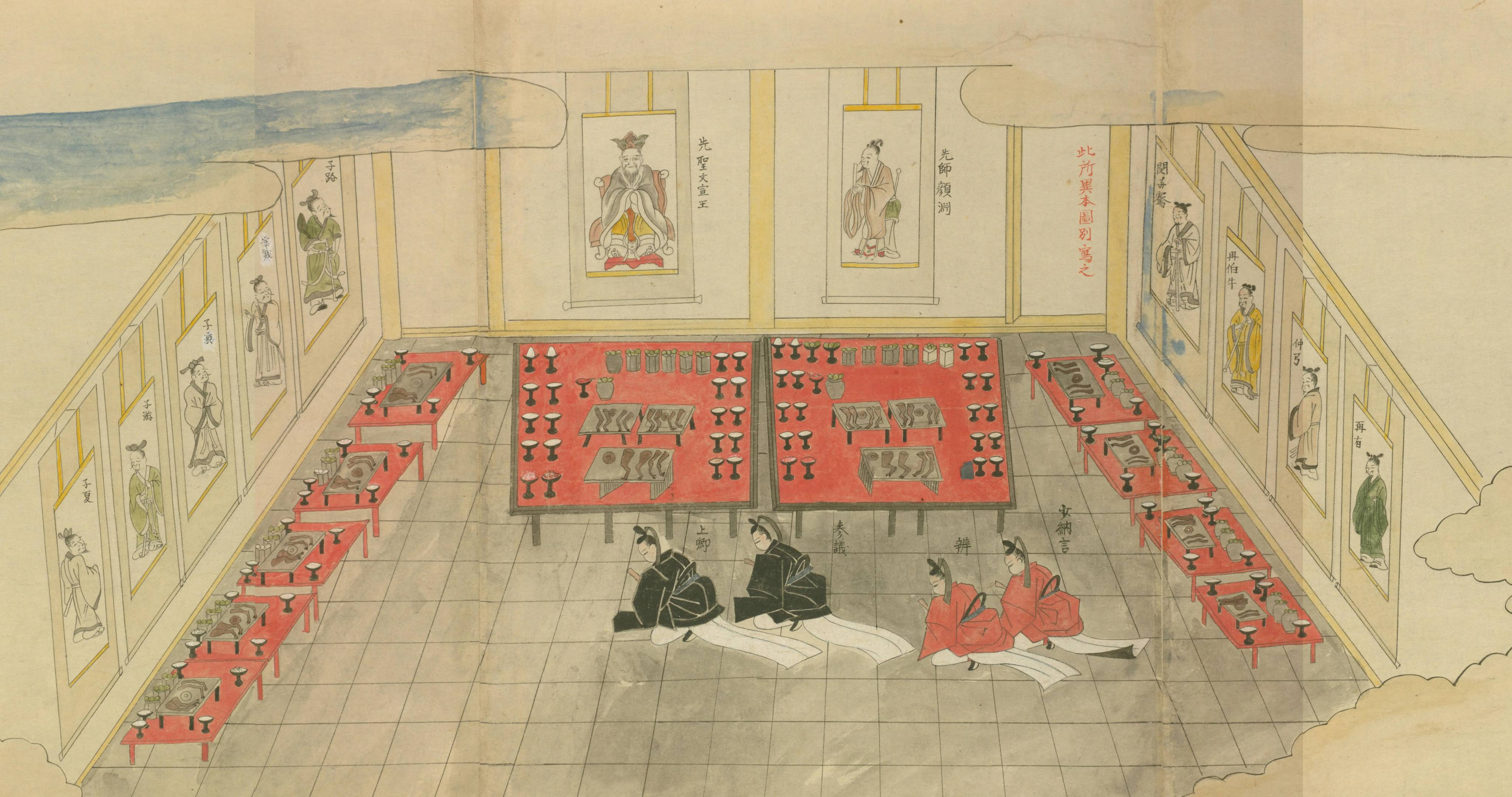
Représentation d'un, cérémonie japonaise dédiée à Confucius, dans un rouleau illustré de 1788.

Le Japon de l'époque d'Edo voit aussi le confucianisme gagner en influence. Hayashi Razan, proche serviteur du premier shōgun Tokugawa, joue un rôle majeur dans l'adoption des idées néo-confucianistes par l'administration shogunale dès les premières années du régime. Dès la seconde moitié du XVIIe siècle ce néoconfucianisme fait l'objet de critiques par des confucianistes comme Yamaga Sokō, Itō Jinsai, et Ogyū Sorai, qui forment alors un courant propre au Japon, l'école Ko-gaku (« études anciennes »), qui prône un retour aux textes originaux de Confucius, et critiquent l'usage de concepts bouddhistes et taoïstes par le néoconfucianisme pour analyser ces textes. Une forme de syncrétisme s'opère même avec le shintō, le Suika shintō, avec Yamazaki Ansai (1619-1682). Des lettrés confucianistes vont parvenir à régulièrement influencer le pouvoir shogunal lors de la période, notamment Arai Hakuseki (1657-1725), influant auprès du 8e shōgun Tokugawa Yoshimune, puis Matsudaira Sadanobu (1759-1829), influant auprès du 11e shōgun Tokugawa Ienari. L'influence du confucianisme se fait aussi très largement au travers de plusieurs réseaux d'écoles qui se développent à l'époque comme les écoles Han, les Gi-juku (義塾), et les terakoya dans lesquelles les enseignants sont très souvent issus du confucianisme. Tout ceci concours à diffuser à la population des normes de morale et d'éthique, tout en constitution un réseau intellectuel dans lequel les savoirs étrangers comme les rangaku (« études hollandaise »), les kokugaku (« études nativistes »), ou encore les kangaku (« études chinoises ») vont se développer à partir de la seconde moitié du XVIIIe siècle.
Le confucianisme est aussi présent de manière plus diffuse dans l'Asie du sud-est en raison de la présence d'une diaspora chinoise. Il est présent à Taïwan par ce biais dès le XVIIe siècle. A Batavia une première école suivant les principes confucianistes est ouverte en 1690, et ce nombre augmente pour atteindre 217 en 1899 à Java. En Malaisie britannique et à Singapour la présence d'une diaspora chinoise est aussi à l'origine d'une présence du confucianisme, bien que moins importante numériquement, et son expression est souvent réduite à une forme d'habitus et de règles d'éthique chez les employés chinois. Il est aussi présent dans le Royaume de Ryūkyū, où son adoption par le régime lui confère une place importante.

### Découverte en Occident auxXVIIesiècleetXVIIIesiècle

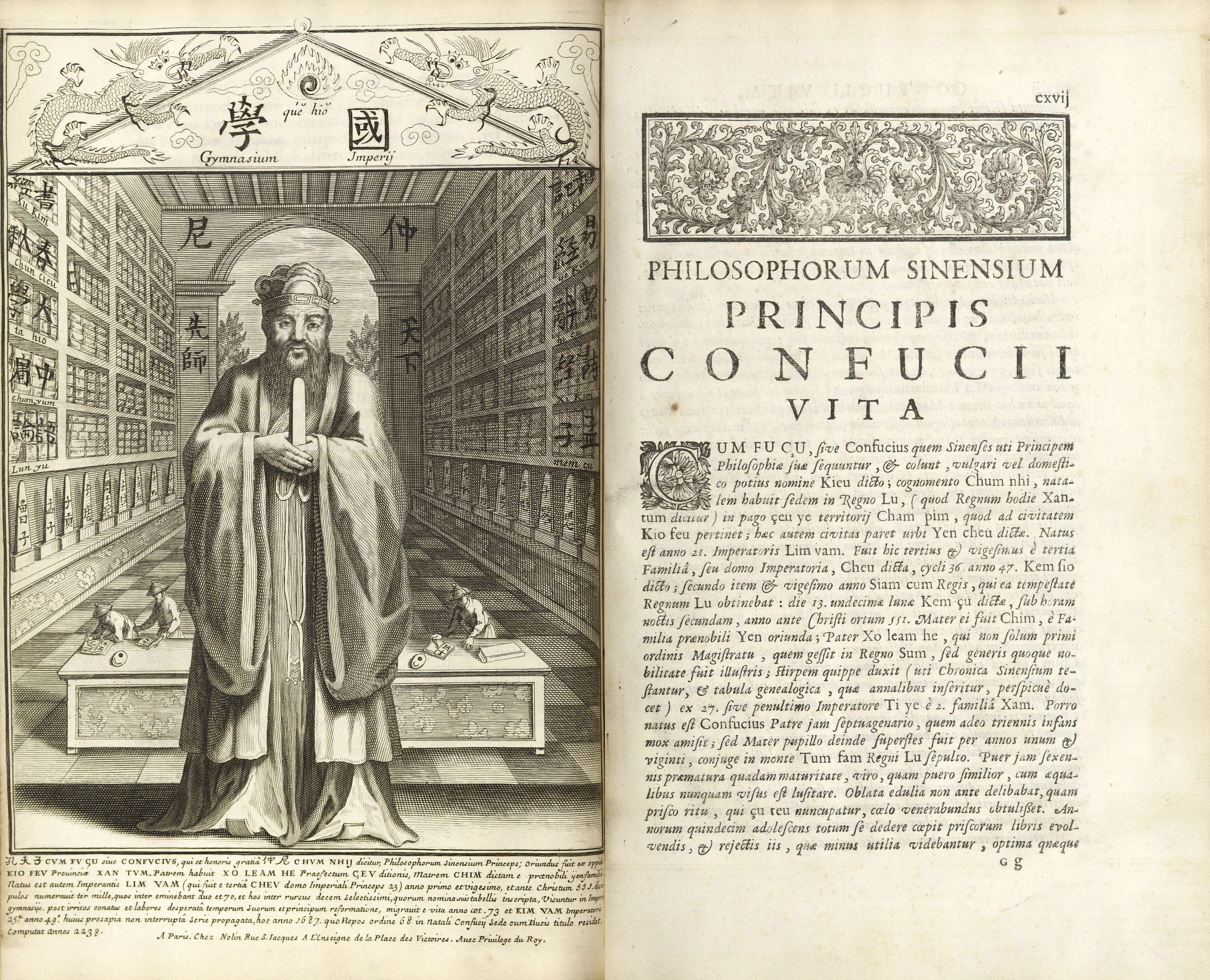
Frontispice de Confucius Sinarum philosophus publié en 1687.

Les premières traductions d'œuvres confucianistes en Europe sont initiées par des missionnaires à leurs retours de Chine. Le Confucius Sinarum philosophus est publié en latin en 1687 et regroupes plusieurs textes majeurs du confucianisme, dont les Entretiens de Confucius. Confucius est alors parfois utilisé dans les débats religieux et philosophique qui agitent l'Europe, et il peut être tour à tour présenté comme étant matéraliste ou du moraliste. L'interprétation qui prévôt initialement est orientée par la présentation qu'en font les missionnaires jésuites, et compatible avec la théologie naturelle. La querelle des rites au sein de l'Eglise va battre en brèche cette première interprétation, tout comme les critiques qu'en font en dehors de l'Eglise John Locke ou Pierre Bayle.
Pendant les Lumières se développe aussi une sinophilie qui met à l'honneur la figure de Confucius, souvent pour l'opposer à la morale de l'Église. Christian Wolff le présente dans Discours sur la Morale des Chinois publié en 1721 comme un Socrate chinois, là où les physiocrates présentent le confucianisme comme l'incarnation concrète de leur doctrine du despotisme légal. Voltaire l'utilise régulièrement dans ses publications, et dans une démarche très hagiographique en fait l'incarnation de l'Homme de Lettres universaliste et humaniste. A contrario, des philosophe comme Montesquieu ou Rousseau s'opposent à cette représentation, et voit dans le confucianisme une forme de despotisme et un terreau fertile à l'idolâtrie.
Le confucianisme apparait aussi sous la plume de plusieurs penseurs et politiques des États-Unis à la même époque, alors qu'i ils se familiarisent lors de séjours en France avec la vision sinophile alors populaire en Europe. Benjamin Franklin y fait référence dans une de ses lettre dès 1749. Thomas Paine et Thomas Jefferson, influencés par leurs lectures de Voltaire, le voient eux comme une figure tutélaire semblable dans ses enseignements moraux à ceux de Jésus.

### Perte d'influence dans la première moitié duXXesiècle

#### République de Chine
La Chine sort amoindrit de sa défaite lors de la guerre sino-japonaise de 1895. La Réforme des Cent Jours de 1898 est l'un des point de départ d'une remise en cause profonde de la place du confucianisme comme modèle politique pour le pays. Bien que plusieurs familles politiques radicalement opposées s'affrontent alors, le confucianisme trouve encore des soutients dans la plupart d'entre elles. Des réformistes comme Kang Youwei, Liang Qichao, ou encore Tan Sitong (en) vont chacun pour des motifs différents chercher à faire du confucianisme l'un des socle de la réforme du pays. Cette approche est aussi partagée par un conservateur comme Zhang Zhidong, et dans une certaine mesure le mouvement anarchiste chinois qui peut encore à cette époque articuler certaines de ses idées selon leur sens confucianistes (comme la sincérité (chinois traditionnel : 心 ; pinyin : xīn)).

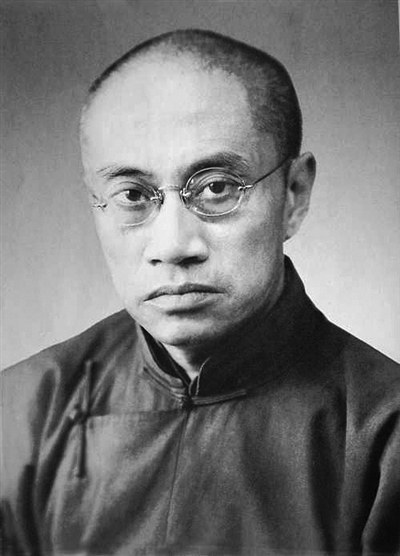
Liang Shuming signe Cultures orientales et occidentales et leurs philosophies en 1921, et prône par pragmatisme la modernisation du pays en prenant appui sur le confucianisme.

L'instauration de la République de Chine en 1912 fait rentrer le confucianisme dans une phase de relatif déclin politique. Si les réformateurs issus de la réforme des Cent Jours continuent de chercher à en faire un socle identitaire pour le nouveau régime, ceux qui sont proches du nouveau pouvoir au contraire le voit comme une des raison du déclin du pays, en particulier ceux issus du Mouvement du 4 Mai et du Mouvement pour la nouvelle culture. Hu Shi et Chen Duxiu en particulier signent dans le journal Nouvelle Jeunesse plusieurs articles appelant à éradiquer le confucianisme, en faisant un prérequis à toute modernisation du pays. Le prestige de l'Europe et de ses idées est cependant amoindri par les effets de la première Guerre Mondiale. L'opportunité est saisie au sein des milieux conservateurs de replacer le confucianisme comme l'un des socle identitaire du nouveau régime. Liang Shuming signe ainsi en 1921 Cultures orientales et occidentales et leurs philosophies  et Zhang Junmai en 1923 Controverse sur la vision du monde qui prennent tous les deux appuis sur le yangmingisme et mettent en avant la nécessiter d'utiliser certains aspects de la tradition chinoise. Au sein de l'appareil d'Etat, la place du confucianisme est aussi très contrastée. Si le ministre de l'éducation Cai Yuanpei supprime de l'ensemble du cursus scolaire les références à Confucius, le président Yuan Shikai continue de le citer dans certains de ses discours.
La décennie de Nankin qui commence en 1927 voit le pouvoir de Tchang Kaï-chek prendre résolument appui sur le confucianisme. Les classiques confucianistes sont non seulement réintroduits dans le cursus scolaire, mais divers rituels rendant hommage à Confucius sont aussi institués dans les écoles dès le primaire. Le confucianisme est utilisé non seulement pour encourager la progression intellectuelle, mais aussi le renforcement physique de la population. Au sein du mouvement de la nouvelle vie et au travers du confucianisme, l'accent est mis sur la nécessité d'avoir un corps suffisamment fort pour endurer les nécessités de la vie moderne, et en particulier ce que l'Etat peut exiger des citoyens en cas de guerre. Les femmes sont aussi soumise à cette double injonction confucianiste de valeur morale et intellectuelle, mais aussi physique. Une dimension eugéniste transparait aussi dans cette utilisation du confucianisme, notamment sous la plume de Pan Guangdan (en).

#### Dans le reste de l'Asie

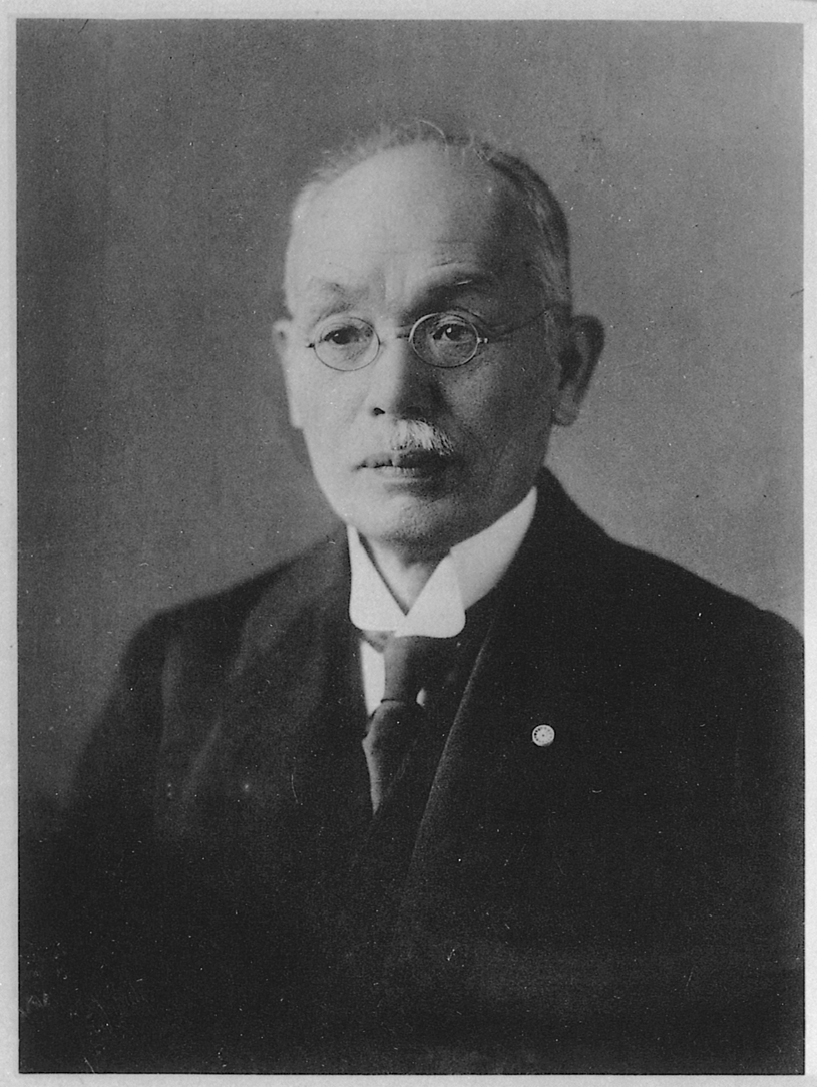
Inoue Tetsujirō joue un rôle central dans la transformation de la pensée confucianiste et son acceptation par les milieux conservateurs japonais dès les années 1890.

Au Japon le confucianisme est vu avec beaucoup de suspicion par les réformateurs du début de l'ère Meiji, et perd nombre de ses institutions et de son influence politique comme pédagogique. C'est sous forme de philosophie au sens occidental du terme que le confucianisme retrouve une place dans le débat politique. Le travail d'Inoue Tetsujirō dans les années 1890 dans ce domaine confère au confucianisme une certaine popularité dans les milieux conservateurs. Le financier Shibusawa Eiichi (premier créateur d'une société par action au Japon, et premier directeur de la Banque du Japon) en propose une nouvelle lecture des années 1910 aux années 1930 de manière à faire face à ce qu'il juge comme des excès du capitalisme. La militante du droit des femmes et éducatrice Utako Shimoda puise elle aussi dans le confucianisme, et publie La femme japonaise (日本の女性, Nihon no josei) en 1913 pour développer ces idées. Elle pointe des apports qu'elle juge positifs aux femmes dans ce courant de pensée(une dizaine de vertus dont le force de caractère, la stature intellectuelle...). Une société savante confucianiste, la Shibunkai (ja), est créée par Shibusawa Eiichi en 1918 et bénéficie d'un certain soutien politique. Le confucianisme va suivre la dérive militariste du Japon dans les années 1930, en fournissant à l'Etat un cadre idéologique dans lequel articuler son panasiatique, le confucianisme de la voie impériale (皇道儒学, Kōdō jugaku).
Le confucianisme coréen sort très délégitimé de la période Joseon. Il est souvent rendu responsable de la perte d'indépendance du pays, mais aussi de l'incapacité du pays à se moderniser au XIXe siècle. Sur le plan intellectuel il doit faire face à l'attrait de nouveaux modèles de pensée comme le capitalisme, le socialisme, et le marxiste. Des intellectuels comme Park Eun-sik continuent cependant à s'en revendiquer pendant la période d'occupation. L'Etat japonais exploite lui le confucianisme dans la politique d'occupation de la Corée. La grande cérémonie confucianiste coréenne, le Seokjeon Daeje (en) est maintenue, mais est déplacée dès 1911 dans le Keigakuin (ja), nouveau temple à Confucius érigé par le pouvoir japonais, et la cérémonie est réalisée selon les pratiques japonaises. La relative influence du confucianisme dans le pays (329 temples en 1928 comptant quelques 227 000 fidèles) permet à ce confucianisme sous domination japonaise de bénéficier d'une certaine audience. Le pouvoir japonais bénéficie d'un réseaux de collaborateurs au sein des réseaux confucianistes coréens. L'Association confucianiste coréenne (ko) fondée en 1932 réunit des confucianistes de la péninsule, en particulier des figures comme Ahn In-sik (ko) et Joo Byung-kŏn formés au Japon, et dispose d'un journal lancé en 1935, Sun Moon Times (coréen : 일월시보), pour diffuser ses idées Ahn In-sik (ko) et Joo Byung-kŏn font la promotion jusqu'à la fin de la période des préceptes confucianistes qui s'inscrivent dans la logique panasiatique du pouvoir nippon.
La colonisation du Vietnam par la France qui se fait par étapes à partir de 1858 remet en cause le modèle politique du pays, et avec lui le confucianisme. Si les classiques confucianistes sont encore suivis sous le règne de Tự Đức, le besoin de moderniser la pensée confucianiste apparait comme une nécessité. En s'inspirant de ce qui se fait à la même époque en Chine ou au Japon, des auteurs comme Lê Văn Ngữ’ (1858–1930) repoussent l'orthodoxie classique au profit d'une approche jugée plus moderne, et intégrant des éléments de la science occidentale. Plus tard pendant la colonisation française une vision assez idéalisée de la tradition confucianiste émerge. Des penseurs comme Pham Quynh (1892–1946) et Trần Trọng Kim (1883–1953) produisent des œuvres inspirées du confucianisme, prônant une harmonie sociale basée sur une approche hiérarchique, et sur la discipline.
Dans les régions ayant une diaspora chinoise importante, la situation est assez contrastée. Si le confucianisme peut être utilisé à Taïwan pour formuler une opposition à l'occupant japonais, dans d'autres pays de l'Asie du sud-est il connait un déclin important du fait du mouvement pour la nouvelle culture, comme à Singapour et en Malaisie. In Indonésie, il bénéficie cependant lors de cette période d'un certain dynamisme au sein de la minorité chinoise, à la fois dans sa dimension éducative et religieuse. L'organisme Tiong Hoa Hwee Koan (en) fondé en 1900 joue un rôle important dans cette tendance.

### Depuis la fin de la Seconde Guerre mondiale

#### À Taïwan, utilisation par le régime et essor du nouveau confucianisme
Le confucianisme est très largement exploité politiquement par le Kuomintang qui est au pouvoir à Taïwan dès l'après guerre civile. Un véritable « confucianisme d’État » est alors instauré. Le cursus scolaire utilise les classiques. De nombreux parallèles sont fait dans les textes du régime entre des responsables politiques comme Sun Yat-sen et Tchang Kaï-chek et des confucianistes des origines, mais aussi entre des classiques et l'idéologie du régime, les Trois principes du peuple. La situation perdure jusqu'en 1987, date à laquelle l'île s'engage dans un processus de plus grande démocratisation.

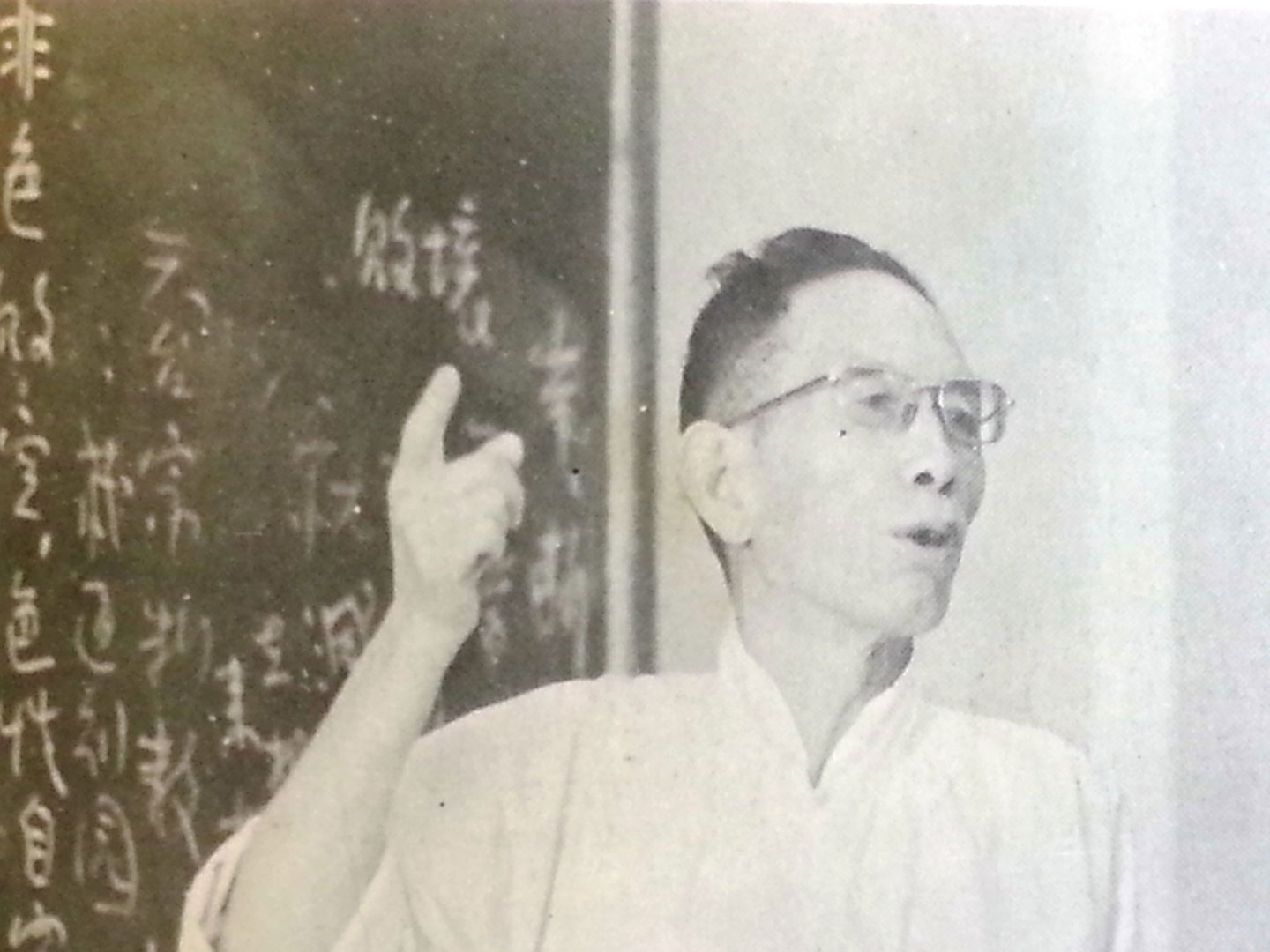
Mou Zongsan, un des tenants du nouveau confucianisme qui va forger avec Xu Fuguan l'idée de « démocratie confucianiste ».

Sur le plan doctrinal, le nouveau confucianisme est développé dans l'île par des intellectuels et universitaires comme Tang Chun-i (en), Xu Fuguan, et Mou Zongsan (en), à partir des travaux de Xiong Shili dans la première moitié du XXe siècle. Marqué par un certain conservatisme culturel, le mouvement essentiellement philosophique cherche à élever l'individu en insistant sur son autonomie et la nature intrinsèquement bonne de l'être humain. Xu Fuguan et Mou Zongsan (en) en particulier vont développer l'idée de « démocratie confucianiste » en insistant sur l'intérêt qu'a le peuple à participer à la vie publique pour mieux orienter la gouvernance du souverain. Si le confucianisme bénéficie d'un certain dynamisme dans le milieu académique de l'île, il est dans la seconde moitié du XXe siècle surtout centré sur les problématiques de l'État taïwanais. À partir de 2000 s'engage à l'Université nationale de Taïwan une réflexion plus large sur les spécificité d'un confucianisme pensé dans le cadre supra-étatique de l'Asie de l'est.
À coté de ce nouveau confucianisme destiné avant tout aux élites, un confucianisme plus populaire bénéficie d'un grand dynamisme dans l'île. L'éthique qu'il véhicule est souvent crédité dans la réussite économique et scolaire dans l'île dans la seconde moitié du XXe siècle. Sa popularité est telle que même des courants bouddhiques cherchent à prendre appuis sur les classiques et sur la figure de Confucius pour propager leur foi.

#### En Chine communiste, de la répression à la réhabilitation

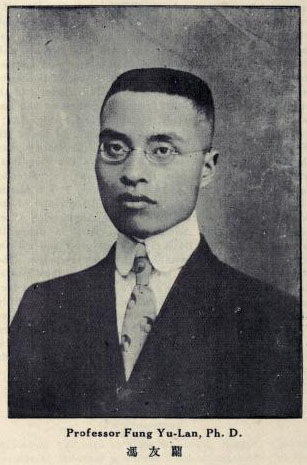
Feng Youlan joue un rôle majeur dans la préservation puis la redynamisation des études sur le confucianisme en Chine continentale.

Après la victoire des communistes en 1949, le confucianisme est combattu par le nouveau pouvoir chinois. Sa doctrine marxiste voit le confucianisme comme un obstacle au progrès, et pendant une trentaine d'années cette école de pensée est mise à l'index. Certains penseurs parviennent cependant à poursuivre leurs travaux, comme Liang Shuming (en raison de sa proximité avec Mao), Feng Youlan (au prix d'une limitation de son travail à la grille de lecture marxiste officielle), ou encore quelques linguistes. Au moment de la révolution culturelle de 1966 à 1976, le confucianisme est même expressément lié aux forces contre-révolutionnaires lors de la campagne de critique de Lin Piao et de Confucius, et est combattu à ce titre.
Dans les années 1980 et 1990, la Chine connait un renouveau politique et intellectuel après la mort de Mao. Les universités, qui avaient fermé pendant la révolution culturelle, rouvrent et certains universitaires comme Zhang Dainian (zh) peuvent de nouveau publier leurs travaux sur la philosophie chinoise en général, et Confucius en particulier. Ceci s'accompagne par un renouveau méthodologique qui permet de sortir de la grille de lecture exclusivement marxiste. Cette redécouverte du confucianisme en Chine se fait à un moment où le pays traverse un certain vide idéologique : le maoïsme est battu en brèche, et le libéralisme occidental est combattu par le régime. À la même époque des sociétés comme celles de Taïwan et de Corée du sud qui ont conservé une certaine continuité avec les idées confucianistes enregistrent un développement économique important, ce qui tend à relégitimer ce courant de pensée. La mode des « études de pays », ou Guoxue, dans les années 1990 est souvent accompagnée par le régime, et le confucianisme y trouve un espace de discussion privilégié. Le nouveau confucianisme qui s'est développé dans des secteurs non touchés par le maoïsme comme Hong Kong et Taïwan est aussi introduit en chine continentale.
Un nouveau confucianisme beaucoup plus politique se développe en Chine continentale à partir de l'an 2000, là où le nouveau confucianisme de Taïwan est beaucoup plus philosophique et influencé par l'idéalisme allemand. Ce nouveau confucianisme de Taïwan est aussi plus attaché à l'universalisme, à la démocratie, et à l'essor de la science, là où certaines écoles du nouveau confucianisme de la Chine continentale peuvent être ultranationalistes et conservatrices. Si le nouveau confucianisme de Jiang Qing (en) est plutôt libéral, le nouveau confucianisme inspiré par Kang Youwei est lui plus nationaliste et anti-occidental. Le nouveau confucianisme de Chine continentale est aussi plus politique, car il cherche à répondre à des problèmes sociaux et politiques concrets (politique de lutte contre l'Occident et son influence...), là où le nouveau confucianisme de Taïwan est plus abstrait en soutenant des notions comme le progrès ou la moralité.
À partir de la présidence de Xi Jinping en 2013, la figure de Confucius est de plus souvent mise en scène par le régime, et le président chinois fait régulièrement références aux classiques chinois. Cette utilisation du confucianisme est cependant souvent en contradiction avec les préceptes moraux de cette doctrine, et la figure de Confucius est souvent utilisée pour rappeler le passé glorieux du pays et lier cette image à celle du régime,,.

#### Dans le reste de l'Asie
Le confucianisme au Japon sort du conflit avec une réputation très écornée par ses accointances avec le régime militariste. Le sujet devient un quasi-tabou au sein des élites japonaises. Sa place dans le système éducatif est presque totalement effacée, d'un point de vue institutionnel comme pédagogique. Il reste cependant toujours présent dans cercles académiques, et c'est depuis ces élites intellectuelles que son influence va perdurer, bien que de manière très limitée. Dans les milieux politiques, en particulier chez les conservateurs du Parti libéral-démocrate (PLD), toute référence explicite à cette école de pensée est exclue après-guerre, le confucianisme étant trop associé au régime militariste. L'intellectuel Masahiro Yasuoka va cependant réintroduire les références morales et éthiques du confucianisme, en particulier auprès des premiers ministres issus du PLD, de Yoshida Shigeru dans les années 1950 jusqu'à Nakasone Yasuhiro au début des années 1980. Une dynamique patrimoniale perdure, mais reste très marginale. La pratique du confucianisme au Japon est au début du XXIe siècle surtout liée à des communautés étrangères (notamment chinoise) ou à des spécificités historiques locales (Okinawa).

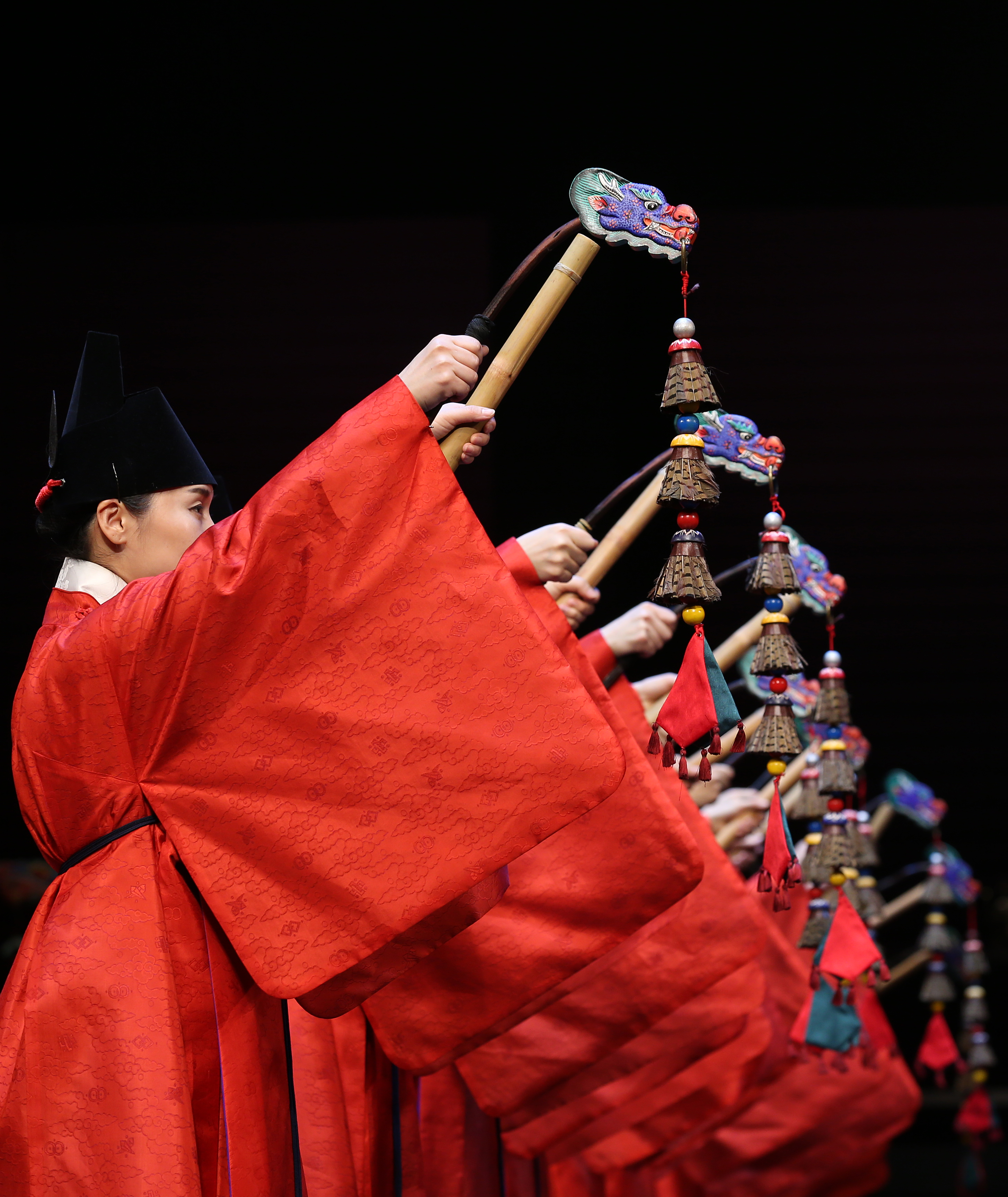
Le rituel royal ancestral du sanctuaire de Jongmyo et sa musique, rite confucianiste classée au Patrimoine culturel immatériel depuis 2008.

Au moment de la libération de la Corée, les confucianistes connaissent des sorts assez divers. Les éléments les plus engagés dans la collaboration avec les Japonais comme Ahn In-sik (ko) sont arrêtés et jugés pour trahison. D'autres au contraire retrouvent les sphères du pouvoir en se mettant au service des Américains au sud. Yu Ŏk-kyŏm malgré ses nombreux liens avec l'occupant japonais devient chef du service de l'éducation de 1945 à 1947. Plusieurs dictateurs sud-coréens comme Syngman Rhee et Park Chung-hee vont avoir une relation ambigüe avec le confucianisme. Tout en le dénigrant et le rendant responsable du déclin du pays depuis plusieurs siècles, ils vont implicitement prendre appui sur certains de ses concepts (loyauté, piété filiale...) pour assoir leurs pouvoirs. Son influence dans la société est régulièrement mise en avant pour expliquer à la fois les réussites académiques et économiques du pays à partir des années 1980, mais aussi pour expliquer les problèmes portant sur la condition féminine, la bureaucratie excessive ou les inégalités sociales dans le pays. Une pratique perdure, tant au niveau des cultes familiaux, que dans le maintien patrimonial de cérémonies traditionnellement liées à l'État .
La situation est assez contrastée au Vietnam. Au sud l'influence du confucianisme perdure du temps de la République, en particulier l'œuvre de Trần Trọng Kim, alors qu'au nord il est perçu comme étant de nature féodale et réactionnaire, et donc initialement réprimé (bien que Hô Chi Minh soit lui-même issu de milieux liés au confucianisme). Depuis la mise en œuvre de la politique Đổi mới à partir de 1986, une forme de réhabilitation a lieu par l'État communiste. L'ordre social qu'il prône, ainsi que son rôle dans l'histoire du pays est mis en avant par le régime.
La situation en Asie du sud-est présente d'importantes variations. Le confucianisme est très soutenu par l'État singapourien dans les années 1980 et une dynamique culturelle importante s'enclenche par la suite,. En Malaisie quelques programmes politiques émergent à partir des années 1990, mais sont souvent liés à des élus et périclitent rapidement dès leur éloignement du pouvoir. En Indonésie la politique anti-chinoise de Soeharto perdure jusqu'en 1998, et étouffe toute velléité de pratique du confucianisme. Il est cependant officiellement reconnu comme religion en 2006, et sous cette forme bénéficie de quelques marques d'intérêt au sein de la communauté chinoise locale.

#### Un objet d'études en Occident
La connaissance du confucianisme est améliorée dans la première moitié du XIXe siècle par la présence de missionnaires protestants en Asie de l'Est et du Sud-Est, qui comme Joshua Marshman (en) traduisent et publient des textes confucianistes et les rendent disponibles au lectorat occidental. Aux États-Unis, des auteurs comme Thoreau et Emerson y font régulièrement référence au milieu du XIXe siècle. Le confucianisme fait l'objet d'études plus critiques dès le début du XXe siècle. Le Confucianisme et taoïsme que Max Weber publie en 1915 fait de cette école de pensée la cause de la stagnation supposée de la Chine.

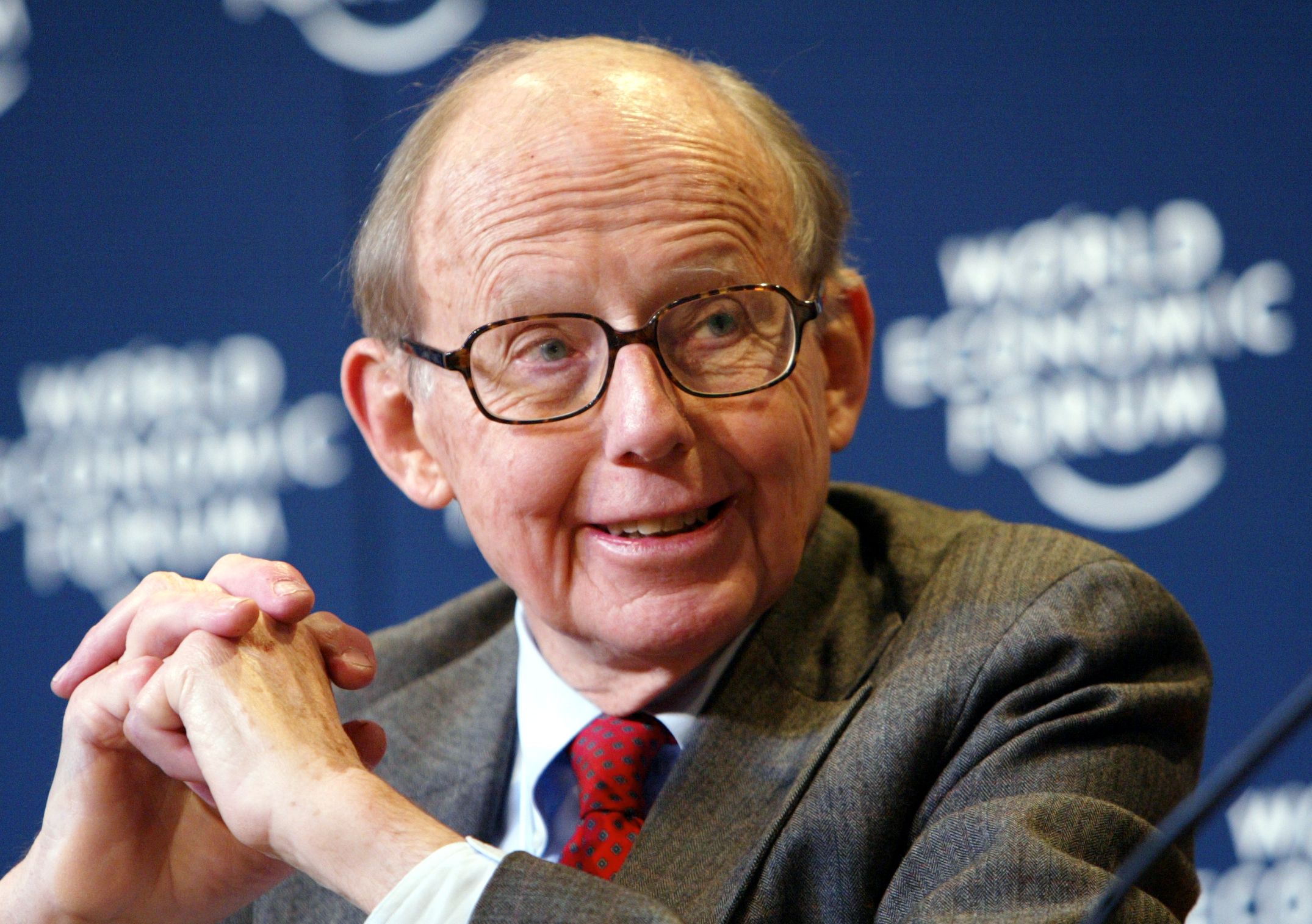
Dans son Choc des civilisations en 1996, Samuel P. Huntington popularise la notion de « civilisation confucianiste » pour expliquer les dynamiques et enjeux géopolitiques pour le début du XXI.

Plusieurs publications vont paraitre au début des années 1950 qui vont rendre accessibles en Occident les travaux chinois les plus récents. La grille d'analyse est souvent plus scientifique, et entre dans le cadre de l'histoire de la pensée chinoise. Studies in Chinese Thought ' de Arthur F. Wright, la traduction par Derk Bodde (en) du Histoire de la philosophie chinoise (chinois : 中國哲學史) de Feng Youlan, et le Études sociologiques sur la Chine de Marcel Granet sont tous les trois publiés en 1953 et fournissent de nombreux éléments de compréhensions du confucianisme, dans le cadre de la pensée chinoise, mais aussi selon des approches historiques et ethnographiques. Dans les années 1960, John King Fairbank publie plusieurs livres notables sur le sujet. Les travaux de Wm. Theodore de Bary (en) et Wing-tsit Chan (en) à la même époque vont remettre en cause l'idée d'une stagnation de la Chine causée par le confucianisme, mais vont se heurter à l'idéologie maoïste alors très présente sur les campus occidentaux. Ces travaux sont suivis par ceux de Tu Wei-ming à partir des années 1980, qui accentue le travail sur le néoconfucianisme. L'influence de ces travaux qui articulent le confucianisme au sein du sphère culturelle chinoise sort du cadre strict des études chinoises pour toucher celui de la géopolitique, et Samuel P. Huntington parle de « civilisation confucianiste » dans son Choc des civilisations en 1996.
Un confucianisme local se développe aussi au sein du groupe des Boston Confucians (en). La diaspora chinoise qui s'implante aux États-Unis facilite dans la seconde moitié du XXe siècle l'implantation des préceptes confucianistes. Certains descendants d'immigrés fréquentent les départements de philosophie des universités américaines, ce qui permet une acclimatation et une articulation des traditions philosophiques occidentales et chinoises. Ces premiers travaux vont permettre à des philosophes comme Stephen C. Angle, John H. Berthrong, Philip J. Ivanhoe (en) et Bryan W. Van Norden (en) de proposer un confucianisme acclimaté à l'Occident.

## L'influence du confucianisme sur les relations interpersonnelles en Chine

### Le confucianisme en Chine
Le confucianisme est le courant de pensée philosophique principal qui a influencé la majeure partie du développement de la Chine jusqu’à nos jours (B. Yang, 2012). Malgré les différentes dynasties, régimes, révolutions et directions politiques jusqu’à notre époque actuelle, le confucianisme prédomine au sein de la société chinoise (Sun et al., 2016). Le confucianisme est une philosophie de pensée qui a débuté il y a plus de 2500 ans en Chine (Swain, 2017). Confucius, son créateur, a vécu entre 551 et 471 avant Jésus-Christ. Il a notamment travaillé sur des règles de pensées et de conduites visant à améliorer la vie sociale en Chine, sur le plan politique, sur le plan institutionnel et dans le but d’atteindre une harmonie à tous les niveaux (Swain, 2017). L’objectif étant de pacifier les relations entre les différentes classes sociales et les différents niveaux de pouvoirs (Swain, 2017). La dynastie des Han a imposé le confucianisme en tant que doctrine d’État (J. Li, 2019). L’idéologie de pensée de Confucius a marqué toute la civilisation chinoise jusqu’à aujourd’hui, mais aussi la vie politique en Chine. En observant la carte de la Chine de façon historique et géographique on se rend compte que les écoles confucianistes se comptent par centaines de milliers (W. Li et al., 2020). De plus elle s’est étendue sur des pays comme le Japon, la Corée du Sud ou le Vietnam (J. Li, 2019). Durant toute l’histoire de la Chine le Confucianisme a connu de nombreux moments tumultueux. Il a subi des moments de déclins sur les plans politique et social avec de nombreuses personnes se battant contre cette philosophie de pensée. Par la suite, elle a regagné un certain niveau de popularité dans les années 1980 (J. Li, 2019). Le confucianisme a été une idéologie alternative importante contre le marxisme ou le léninisme (J. Li, 2019). De nos jours, elle gagne de plus en plus en popularité car elle est vue comme le symbole de la culture chinoise. Il n’est pas rare de voir dans les écoles et les institutions un regain de popularité autour du confucianisme. Le confucianisme est devenu un sujet de recherches de plus en plus apprécié (J. Li, 2019). On y voit l’apparition du Néoconfucianisme qui tend la société à s’ouvrir au monde extérieur et à échanger avec le reste de l’humanité (J. Li, 2019). Le président Xi Jinping a notamment annoncé l’étude du confucianisme à l’école comme un point majeur de la culture chinoise (Tan, 2017).

### Le rôle du confucianisme
Le premier but capital du confucianisme est de privilégier le bien et l’intérêt collectif, plutôt que l’intérêt personnel (W. Li et al., 2020). La philosophie créée par Confucius regroupe de nombreuses idées, mais principalement cinq vertus qui guident une personne sur le plan personnel, au niveau de ses relations et dans son rapport avec sa famille (Sun et al., 2016). Les cinq vertus sont : 
1. la fidélité (xin),
2. la sagesse (zhi),
3. la bienséance (li),
4. la droiture (yi)
5. la bienveillance (ren) également (Chine Magazine, 2018).

Le second point fondamental dans le confucianisme régit les relations entre les personnes (Watson, 2007). Il est en effet très important que tout le monde joue son rôle selon sa position dans la société et respecte les limites de cette position afin qu’aucun problème ne survienne (Ma & Tsui, 2015). La piété filiale est un troisième élément clé du confucianisme. Il est important que le fils respecte son père et sa volonté. Il ne doit en aucun cas lui désobéir. Cette idée est d’autant plus importante pour le serviteur lorsqu’il sert son maître (Hu, 2007). Selon Confucius il y a toujours une autodiscipline à avoir et un respect mutuel à entretenir. De plus dans toutes les situations il faut agir avec modération et compromis (Hu, 2007).

### Le confucianisme dans la société actuelle chinoise sur le plan professionnel
Le confucianisme joue un rôle capital dans la société, dans le développement des compagnies chinoises (Yu et al., 2021), dans la manière de manager les autres (Woods & Lamond, 2011), de gérer ses relations (Zhu et al., 2021), et notamment de développer une entreprise (Yan et al., 2020). De plus le confucianisme a créé le terme « guanxi » qui est de nos jours un terme désignant la gestion des relations, non seulement entre les personnes, mais aussi entre les objectifs, et les différentes forces existantes (M. Zhang et al., 2021). La loyauté, la réciprocité, les faveurs, et une relation éternelle sont les objectifs du guanxi (Luo, 2008). Le confucianisme dû à ses idéologies de respect et de piété filiale envers son père ou son seigneur a permis à la corruption de s’étendre très rapidement dans la vie politique et professionnelle (Hu, 2007).
Les clés du succès dans l’économie chinoise viennent des idéologies de pensées chinoises, dont le confucianisme (Rowley & Oh, 2020). De surcroît, le leadership très paternel amène à de nouveaux types de management productif (Rowley & Oh, 2020). Mais, il faut reconnaître que le confucianisme n’est pas adopté par tous en entreprise.

## Morale confucéenne
Confucius est convaincu que la réforme de la collectivité n'est possible qu'à travers celle de la famille et de l'individu. Les hommes de l'Antiquité, dit-il, « qui voulaient organiser l'État réglaient leur cercle familial ; ceux qui voulaient régler leur cercle familial visaient d'abord à développer leur propre personnalité ; ceux qui voulaient développer leur propre personnalité rendaient d'abord leur cœur noble ; ceux qui voulaient ennoblir leur cœur rendaient d'abord leur pensée digne de foi ; ceux qui voulaient rendre leur pensée digne de foi perfectionnaient d'abord leur savoir. »
À la lumière de l'analyse de la littérature classique confucéenne (tel 四字小学, sì zì xiǎo xué, littéralement "l'école des quatre caractères", tradition chinoise consistant à énoncer des maximes, appelées aussi 成语, chéng yǔ, en quatre mots)[Quoi ?] par exemple), qui doit être considérée comme le support des préceptes confucéens, il apparaît que le confucianisme a servi dans l'histoire de l'Asie de l'Est d'outil politique pour les gouvernants permettant la constitution de barrières hermétiques entre les divers groupes sociaux, mais a particulièrement institué un ordre hiérarchique très marqué au sein même du cercle familial, où l'épouse doit être soumise aux ordres de son mari, à qui elle doit témoigner quotidiennement son respect et sa gratitude. Ainsi, selon la morale confucéenne, dans cette même dynamique de pacification du corps social, d'ordre et d'harmonie, les enfants se doivent d'être obéissants à leurs aînés et faire preuve en toute situation de piété filiale (父母愛之, « aimer ses parents »). Plus globalement, le confucianisme permet l'émergence d'une classification verticale très poussée des couches de la société, érige en tant que dogme l'obéissance aux puissants et contribue à placer au centre l'homme, la femme n'ayant que peu voix au chapitre au regard des textes classiques. Même si l'importance des principes moralistes confucéens a quelque peu décliné en république populaire de Chine à la suite de la révolution culturelle, l'influence latente que le confucianisme exerce encore de nos jours, par exemple sur le modèle social de la Corée du Sud, mais aussi du Japon (respect des ancêtres, piété filiale, obéissance aux aînés, patriarcat, etc.), est centrale.
Confucius a accordé un rôle très important à la musique, synonyme d'ordre, d'harmonie et d'expression de sentiments nobles et élevés. La musique classique confucéenne, avec ses instruments, existe encore aujourd'hui en Asie, principalement en Corée.

### Leren
Le ren (仁, « sens de l'humain ») est une notion fondamentale de la pensée de Confucius. Il se manifeste avant tout dans la relation à autrui et au premier chef dans la relation du fils au père (voir Piété filiale). C'est elle qui sert de modèle à toute relation : relation du prince et du sujet, du frère aîné et du frère cadet, du mari et de la femme et entre amis. L'ensemble est appelé « Cinq Relations » (五伦, wulun) ou « Cinq Constantes » (五常, wuchang). Leur respect induit confiance et bienveillance. De la cellule familiale, le ren peut ainsi s'étendre à l'humanité entière, illustrant la parole de Confucius : « Entre les Quatre Mers, tous les hommes sont frères ». Le ren ne peut être séparé du respect des rites (禮, li).

## Confucianisme et nature
Confucius enseigne une morale et ne présente pas une métaphysique ou une cosmologie[réf. souhaitée]. Il recherche l’harmonie dans les relations humaines. La nature n’occupe pas de place dans sa pensée. C’est au Xe siècle que le néo-confucianisme créa sa cosmologie. Elle apparaît comme une ébauche d’une théorie scientifique de l’Univers voire une explication rationaliste du monde. Elle considère que l’interaction des forces de la nature est responsable de tous les phénomènes et mutations. Chaque organisme remplit avec précision sa fonction, quelle qu’elle soit, au sein d’un organisme plus vaste dont il n’est qu’une partie.

## «Temples de la littérature» et textes classiques canoniques

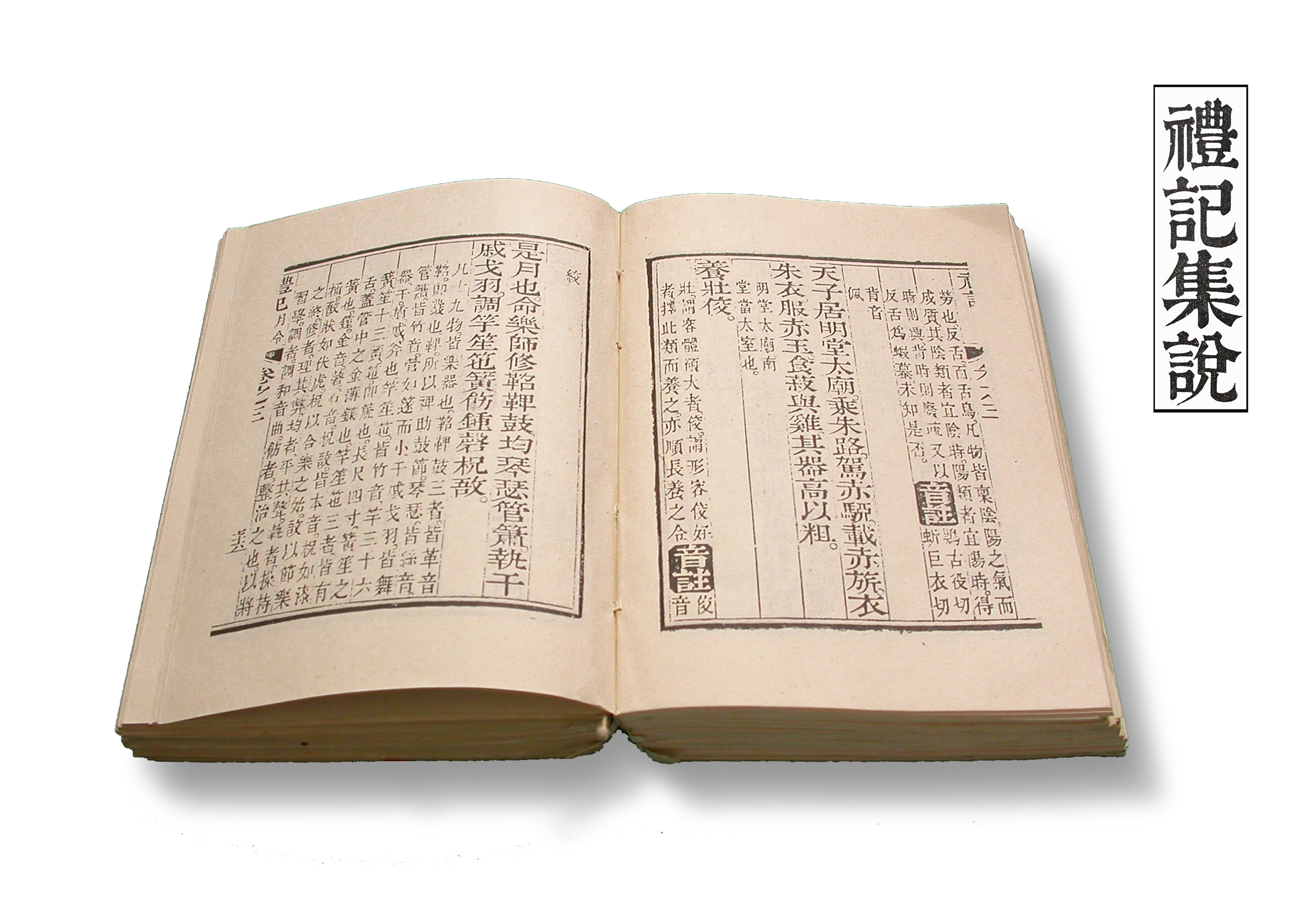
Le Li Ji ou Livre des rites.

Depuis l'époque, où, sous les Han (env. 206 av. J.-C., 220 apr. J.-C.) ; le confucianisme est devenu idéologie d'État en Chine, chaque ville qui était un centre d'administration disposait d'un temple consacré à Confucius, où les fonctionnaires de l'État devaient régulièrement organiser des cérémonies en son honneur. Les salles dans lesquelles Confucius et ses disciples étaient vénérés portaient le nom de wénmiào (文庙 « temples de la littérature ») ; dans ces édifices se trouvait simplement une table devant laquelle le fonctionnaire en question faisait ses génuflexions rituelles. Ces temples étaient souvent flanqués d'une bibliothèque, où les « fonctionnaires de la littérature » discutaient des textes classiques.
Le confucianisme repose essentiellement sur l'étude approfondie d'un certain nombre de livres canoniques, dont les Cinq Classiques (Shi Jing《詩經》, Shu Jing《書經》, Li Ji《禮記》, Chun Qiu《春秋》et Yi Jing《易經》) canonisés dès la dynastie Han, et les Quatre Livres (Lun Yu《論語》, Da Xue《大學》, Zhong Yong《中庸》, et le Mencius《孟子》) représentant le néo-confucianisme, choisis comme programme des examens impériaux à partir du XIIe siècle.

## Sources